# Adolf zu Mecklenburg

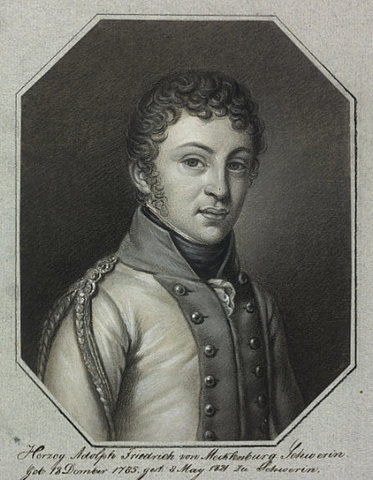
Adolf zu Mecklenburg

Adolf, Herzog zu Mecklenburg [-Schwerin], seltener Adolf Friedrich (* 18. Dezember 1785 in Ludwigslust; † 8. Mai 1821 in Magdeburg) war ein Prinz und General aus dem Hause Mecklenburg, der zur katholischen Kirche konvertierte.

## Herkunft
Adolf, Herzog zu Mecklenburg, entstammte dem Geschlecht der Herzöge zu Mecklenburg und war der vierte Sohn von Großherzog Friedrich Franz I. (1756–1837) und dessen Frau Luise von Sachsen-Gotha (1756–1808).
Die Familie war streng evangelisch, wenngleich der Vater des Prinzen auf Bitten seiner katholischen Untertanen in der Residenz Ludwigslust zwischen 1804 und 1809 eine kleine katholische Kirche errichten ließ. Sie hieß St. Helena und St. Andreas. Zusammen mit der katholischen Kirche St. Anna in Schwerin war sie eine der beiden einzig existierenden im ganzen Land.

## Biografie
Der Prinz diente als Offizier in der Preußischen Armee, von wo er 1809 seinen Abschied nahm. Später stand er im Rang eines Generals des Großherzogtums Mecklenburg-Schwerin.
Herzog Adolf entwickelte schon früh ein Interesse an katholischen Zeremonien und katholischer Literatur, was der Vater über einen entsprechend instruierten Hofmeister zu verhindern suchte. Weder Familienangehörige noch Religionslehrer oder der Hofmeister konnten das Interesse des jungen Fürsten für die katholische Kirche unterbinden. Nach dem Selbststudium der Darlegung der katholischen Lehre von Bischof Jacques Bénigne Bossuet reifte bei ihm der endgültige Entschluss zur Konversion. In einem Exemplar dieses Werks trug er auch handschriftlich, in Stichpunkten, seine Hauptbeweggründe zu diesem Schritt ein.
Nach längerem Zögern stimmte der Vater dem Religionswechsel zu, woran er allerdings die Bedingung der Landesverweisung und der Konversion im Ausland knüpfte. 
Herzog Adolf trat 1818 in Genf (andere Quellen nennen Freiburg im Üechtland) zum katholischen Glauben über. In Bern schloss er sich dem Staatsrechtler Karl Ludwig von Haller an. Dann begab er sich nach Rom, um Papst Pius VII. seine Aufwartung zu machen. Als er sich dort aufhielt, erreichte ihn die Nachricht vom Tod seines ältesten Bruders, Erbprinz Friedrich Ludwig zu Mecklenburg († 29. November 1819). Da die Erbfolge neu geregelt werden musste, kehrte Adolf Friedrich in die Heimat zurück. 
Er blieb unverheiratet, hatte keine Nachkommen und starb 1821, nach kurzer Krankheit, im Alter von nur 35 Jahren in Magdeburg. Man bestattete ihn in einer Grabkapelle, rechts neben dem Eingang der katholischen St.-Helena-und-Andreas-Kirche in Ludwigslust. Seine Gebeine wurden, auf Wunsch des damaligen Herzogregenten Johann Albrecht, am 9. November 1899 in das Louisen-Mausoleum überführt.
Seine Schwester Charlotte Friederike zu Mecklenburg (1784–1840) trat 1830 ebenfalls zur katholischen Kirche über und ließ sich dauerhaft in Rom nieder.